# Santa Cecília do Pavão
Santa Cecília do Pavão är en kommun i Brasilien.   Den ligger i delstaten Paraná, i den södra delen av landet, 900 km söder om huvudstaden Brasília. Antalet invånare är 3 646.
Trakten runt Santa Cecília do Pavão består till största delen av jordbruksmark. Runt Santa Cecília do Pavão är det ganska glesbefolkat, med 38 invånare per kvadratkilometer.